# Lorena Meritano
Lorena Meritano  (Concordia, Argentína, 1970. szeptember 30. –) argentin színésznő, modell.

## Élete
Lorena Meritano 1970. szeptember 30-án született Concordiában. 1994-ben szerepet kapott a Prisionera de amor-ban. 1998-ban az Életem asszonya című sorozatban Alexandra szerepét játszotta. 2003-ban a Pasión de gavilanes-ben (A szenvedélyek lángjai) Dinorah Rosales szerepét játszotta. 2011-ben megkapta Virginia Campos Miranda szerepét a Csók és csata című teleregényben.

## Filmográfia
| Év        | Cím                                          | Szerep                      | TV stúdió                               |
| --------- | -------------------------------------------- | --------------------------- | --------------------------------------- |
| 2013      | El día de la suerte                          | Raquel                      | Canal RCN                               |
| 2012      | Casa De Reinas                               | Minerva Samper              | Canal RCN                               |
| 2011-2012 | Csók és csata (Corazón apasionado)           | Virginia Campos Miranda     | Venevisión/Univision                    |
| 2011      | Chepe Fortuna                                | Minerva Samper              | Canal RCN                               |
| 2010      | Mujeres asesinas - Marta, manipuladora       | Teresa Alarcon              | Televisa                                |
| 2008      | Mujeres de nadie                             | Julia                       | El Trece                                |
| 2007      | Mujeres asesinas - Helena, protectora        | Gabriela                    | Colombia RCN                            |
| 2007-2008 | Amas de casa desesperadas                    | Verónica Villa              | Colombia RCN                            |
| 2007      | Tiempo final (epizód: "El Plomero")          | Ana                         | Colombia RCN                            |
| 2007      | Mujeres asesinas - Mariela, envenenadora     | Mariela                     | Colombia RCN                            |
| 2006      | Merlina, mujer divina                        | Frida de Carbó              | Colombia RCN                            |
| 2005      | Historias de sexo de gente común             | Vanessa                     | Telefe                                  |
| 2005      | Isla de los famosos (reality show)           | Önmaga                      | RCN TV                                  |
| 2003-2004 | A szenvedélyek lángjai (Pasión de gavilanes) | Dinorah Rosales             | R.T.I. – Telemundo - Caracol TV         |
| 2003      | El auténtico Rodrigo Leal                    | Rafaela del Valle           | Teleset - Caracol TV                    |
| 2002-2003 | La lectora                                   | Guadalupe (Karen) Serna     | RCN TV                                  |
| 2001-2002 | Ecomoda                                      | Gabriela Garza              | RCN TV / Telemundo                      |
| 1998      | Életem asszonya (La mujer de mi vida)        | Alexandra Montesinos        | Fonovideo-Venevision                    |
| 1998      | Vad angyal (Muñeca brava)                    | Carolina                    | Telefe                                  |
| 1997-1998 | Escándalo                                    | Susana Solís/Susana Miranda | Iguana Producciones - Frecuencia Latina |
| 1997      | Rivales por Accidente                        | Pamela                      | TV Azteca                               |
| 1996      | Tric-Trac                                    | Vendégszerep                | TV Azteca                               |
| 1995      | Maravillas Diez y Pico                       | Vendégszerep                | Tele 5                                  |
| 1996      | La revista                                   | vendégszerep                | Televisión Española                     |
| 1994      | Prisionera de amor                           | Esther                      | Televisa                                |